# MTV Video Music Award a legjobb weboldalért
Az MTV Video Music Award a legjobb weboldalért díjat egyedül 1999-ben adták át az elő-show keretein belül. A díjat a Red Hot Chili Peppers kapta hivatalos weboldalért, amelyet Rockinfreakapotamus Fan Club President és Head Honcho Blackie Dammett (Anthony Kiedis édesapja) hozott létre és vezetett Jonathan Wade webmesterrel, Starla Angel hírszerkesztővel és Terry Wells webdesignerrel.
| Év   | Győztes                                          | További jelöltek                   |
| ---- | ------------------------------------------------ | ---------------------------------- |
| 1999 | Red Hot Chili Peppers www.redhotchilipeppers.com | - Limp Bizkit (www.limpbizkit.com) |